# BARF-utfodring
BARF-utfodring innebär att utfodra hundar, katter och andra husdjur med rått kött, ätbara ben, inälvor och grönsaker. Förespråkarna av dieten hävdar att den är näringsmässigt överlägsen traditionellt torr- eller burkfoder. Förespråkarna hävdar att den råa födan ger flera hälsofördelar medan kritikerna menar att den innebär risker som obalans i näringsintaget.

## Historik
Förkortningen BARF står för Biologically Appropriate Raw Food (Biologiskt Anpassad Rå Föda) eller Bones And Raw Food (ben och rå mat). Den australienske veterinären Ian Billinghurst, som gav ut boken Give Your Dog a Bone 1993, anses vara BARF-utfodringens upphovsman.
Ian Billinghurst ansåg att hundar mår bäst av den föda som hundar åt naturligt innan de blev domesticerade. Han menade att traditionellt torrfoder som baserar sig på spannmål är skadlig för hundens hälsa.

## Användning
Idag består en typisk BARF-diet i regel av 60–70 % köttiga ben och till 30–40 % av kött, inälvor, frukter, grönsaker, ägg- och mjölkprodukter.
Benen får under inga omständigheter kokas eller hettas upp, eftersom de farliga flisorna då lätt lossnar från benen, och blir skadliga för djuret.[källa behövs] Inälvor bör ges med måtta, eftersom de fettlösliga vitaminerna som inälvorna innehåller försvinner ur kroppen långsammare än de vattenlösliga.[källa behövs] En överdosering av dessa vitaminer kan leda till olika problem, bl.a. magsmärtor. För att djuret skall få en tillräckligt mångsidig och näringsrik kost, så behöver det veckovis få kött och ben av åtminstone tre olika djur.[källa behövs]

### Utvidgat BARF-koncept
Redan i slutet av 1960- talet började företaget Klassfoder i  Sundsvall utveckla tillsammans med Försvarets Hundskola, under ledning av Professor Gustaf Åhman, Sveriges Lantbruksuniversit, ett färskfryst råfoder för arbetande hundar med krav på att prestera. Fodren utvärderades i valpstall, digivande tikar och äldre hundar i utbildning och tjänst och med god effekt på klådhundar och hundar med magproblematik. 
När Billinghurst sedan 2001 gav ut sin första bok om råföda  inspirerades andra företag av  dieten om råföda. Bland dessa dieter finns förutom fryst råfoder även frystorkad. Dessutom finns det numera också olika kombinationer av dieter som blandar spannmål, grönsaker och vitaminer med rått kött eller kokat kött.

## Förespråkare av BARF
Förespråkarna av BARF poängterar att rå föda motsvarar hundarnas förfäders normala föda och är således en naturligare typ av föda. .
Förespråkare av BARF menar att fördelarna kan vara:
- Glansigare päls
- Renare tänder
- Mer energi
- Bättre tarmfunktion
- Mindre avföring
- Bättre fungerande leder
- Mindre inflammationer
- Hunden kan bättre tillgodogöra sig enzymer, fettsyror, vitaminer och goda bakterier.[6] [3]

BARF-förespråkarna menar att utfodringen också är det mest naturliga alternativet för katter. Katter behöver t.ex. få tillräckligt med taurin ur sin dagliga föda. Katten får naturligt i sig taurin från smågnagare och fåglar, som den äter med ben och inälvor. I industriell kattmat blir detta ett problem, eftersom den största delen av taurinet förstörs i uppvärmningen. För kattungar kan brist på taurin leda till blindhet, och för kattmodern leder taurinbrist lätt till döda och missbildade ungar. Inälvor i BARF-utfodringen innehåller däremot mycket av det viktiga taurinet, och därför borde katten, enligt förespråkare, äta inälvor 2–3 gånger i veckan.

## Motståndare till BARF
BARF-kritiker menar att näringsämnen i födan kan hamna i obalans och att bakterievärdena i obehandlat kött kan leda till problem. Motståndare menar också att rått kött medför risk för främst ESBL och salmonellaspridning ,  som hittas i foder med kyckling , gris eller annat fjäderfä som kalkon, anka , and etc.  Den som är kritisk till BARF-utfodring kan också peka på risken att flisor från ben, i synnerhet där man mal ner ben i processen  kväver ett djur, skadar dess tänder eller orsakar inre punktering.